# Otello (film 1914)
Otello è un film del 1914 diretto e sceneggiato da Arrigo Frusta.